# Hemiceras benica
Hemiceras benica är en fjärilsart som beskrevs av William Schaus 1937. Hemiceras benica ingår i släktet Hemiceras och familjen tandspinnare. Inga underarter finns listade i Catalogue of Life.